# Gradignan
Gradignan är en kommun i departementet Gironde i regionen Nouvelle-Aquitaine i sydvästra Frankrike. Kommunen ligger i kantonen Gradignan som tillhör arrondissementet Bordeaux. År 2022 hade Gradignan 26 186 invånare. Kommunen är medlem i Communauté urbaine de Bordeaux.

## Befolkningsutveckling
Antalet invånare i kommunen Gradignan
Referens:INSEE